# Avant-poste (film)
Pour les articles homonymes, voir Avant-poste.
Pour plus de détails, voir Fiche technique et Distribution.
Avant-poste est un film français réalisé par Emmanuel Parraud et sorti en 2009.

## Synopsis
Thomas, un éducateur de 35 ans, prend l'initiative d'emmener un groupe de jeunes travailler à la campagne, avec sa collègue Souad, afin de disposer de l'argent nécessaire à l'organisation d'un voyage en Algérie.

## Fiche technique
- Titre : Avant-poste
- Réalisation :	Emmanuel Parraud
- Scénario : Érick Malabry, Emmanuel Parraud et Nadine Lamari
- Photographie : Jeanne Lapoirie
- Costumes : Jacotte Perrier
- Son : Laurent Benaïm
- Mixage : Laurent Gabiot
- Montage son : Cédric Deloche et Sébastien Noiré
- Montage : Agnès Brückert
- Production : Château-Rouge Production - Red Star Cinéma
- Pays d’origine :  France
- Durée : 86 minutes
- Date de sortie : France - 16 mai 2009

## Distribution
- Airy Routier
- Mohamed Bouaoune
- Martin Combes
- Nathalie Kousnetzoff
- Marie Vincent
- Mélanie Leray

## Récompenses et distinctions

### Sélections
- Festival de Cannes 2009 (programmation de l'ACID)[1]